# ۵۱۸۲ بری، ایرلند
سیارک ۵۱۸۲ (به انگلیسی: 5182 Bray، نامگذاری:1989NE) پنج هزار و صد و هشتاد و دومین سیارک کشف شده‌است که در ۱ ژوئیه ۱۹۸۹ کشف شد.
قدر مطلق سیارک برابر ۱۲٫۵۰ است.